# Die Dschungel-Melodie
Die Dschungel-Melodie (englischer Originaltitel Crocodile Beat) ist ein Bilderbuch der australischen Musikpädagogin und Autorin Gail Jorgensen, das 1988 mit Illustrationen von Patricia Mullins beim Verlag Omnibus Books veröffentlicht wurde. Die deutsche Erstausgabe in einer Übersetzung von Kristina Franke erschien 1991 beim Coppenrath Verlag.

## Inhalt
Das Krokodil hat Hunger und wartet im Fluss auf Beute. Den kleinen Lesern werden nun der Reihe nach Tiere des Dschungels und ihre Laute präsentiert: Quakende Enten, stampfende Elefanten, kreischende Affen, flatternde Vögel, tanzende Bären, eine zischende Schlange und der König der Tiere, ein brüllender Löwe. Sie alle marschieren Richtung Fluss und erzeugen gemeinsam die Dschungel-Melodie. Im Fluss freut sich das Krokodil bereits auf das nahende Abendessen und schnappt nach seiner Beute. Doch der Löwe weiß dies zu verhindern, indem er seinen Thron zwischen die scharfen Zähne des Krokodils wirft und dieses dadurch vertreiben kann.

## Rezeption
Ann James schreibt in ihrer Buchrezension: „Die Dschungel-Melodie (Crocodile Beat im englischen Original) ist das perfekte Vorlese-Buch, ein Mitmach-Bilderbuch für Babys und Kleinkinder. Gail Jorgensen kombiniert auf intelligente Weise Paarreim mit Tiergeräuschen, Aktionen und einem Überraschungselement. […] Patricia Mullins ist berühmt für ihre Papier-Collagen-Technik. Mit großem Können erfasst sie, nur mit Schichten aus farbigen Seidenpapier-Schnipseln, die Formen und Bewegungen der Tiere, die sich wirkungsvoll vom weißen Hintergrund abheben. Zusätzliche Details, wie Augen und Schnurrhaare, wurden danach eingezeichnet. Krokodillederimitat kleidet das Krokodil, zerknülltes Papier ergibt die faltige Elefantenhaut. Ein sehr originelles Bilderbuch!“ Carey Ayres schreibt im School Library Journal: „Die Geschichte hat das Potenzial zum erfolgreichen Vorlese-Buch, erfordert aber einen Leser, der sich auf den jazzigen Rhythmus der stark rhythmisierten Verse einlassen kann. Die Tiergeräusche bieten den Zuhörern der Vorlesestunde die Möglichkeit, die Geschichte mitzusprechen. Da das stärkste Element des Buches die Illustrationen sind, werden sehr junge Kinder zweifellos Freude daran haben, die vertrauten Tiere zu benennen, die auf den Doppelseiten ansprechend abgebildet sind.“ Das Magazin Kirkus Reviews befindet: „Der rhythmische Text hat einen angenehmen, ansteckenden Rhythmus. Mullins’ farbenfrohe Collagen aus zerrissenem Papier, die durchscheinende Materialien und eine Vielzahl von geschickt entwickelten Strukturen verwenden, sind voller Spaß und guter Laune; das Krokodil mit seinen vielen Zähnen ist besonders prächtig. Dank des großzügigen Formats eignet sich das Buch auch für große Gruppen; subtile Details lohnen eine genauere Betrachtung.“

## Referenzen
Die Dschungel-Melodie ist in dem literarischen Nachschlagewerk 1001 Kinder- und Jugendbücher – Lies uns, bevor Du erwachsen bist! für die Altersstufe 3+ Jahre enthalten.

## Ausgaben
- Crocodile Beat. Omnibus Books, Adelaide 1988 (englisch).
- Die Dschungel-Melodie. Coppenrath, Münster 1991.